# Abismo
Abismo (Spaans voor afgrond) is een stalen achtbaan in het Spaanse attractiepark Parque de Atracciones de Madrid. De achtbaan van het type SkyLoop XT450 werd geopend op 27 juni 2006 en werd gebouwd door het Duitse bedrijf Maurer Söhne.

## Treinen
De achtbaan heeft 1 trein bestaande uit twee wagons. Er zijn drie zitrijen per wagon en er kunnen twee mensen zitten per rij. In totaal kunnen er dus twaalf mensen tegelijk de attractie in. Hierdoor kunnen er per uur 550 mensen de attractie in.

## Galerij

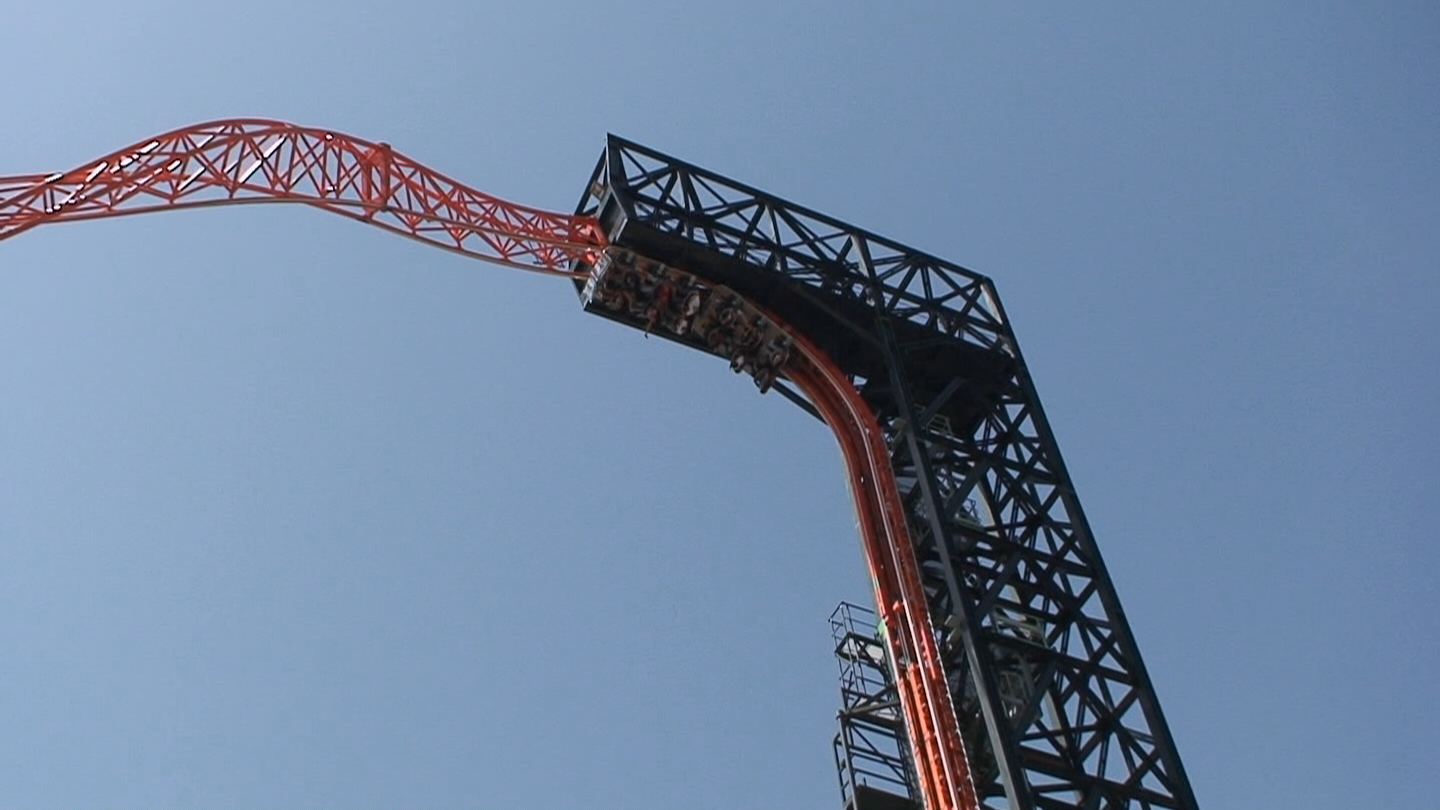
De "SkyLoop"
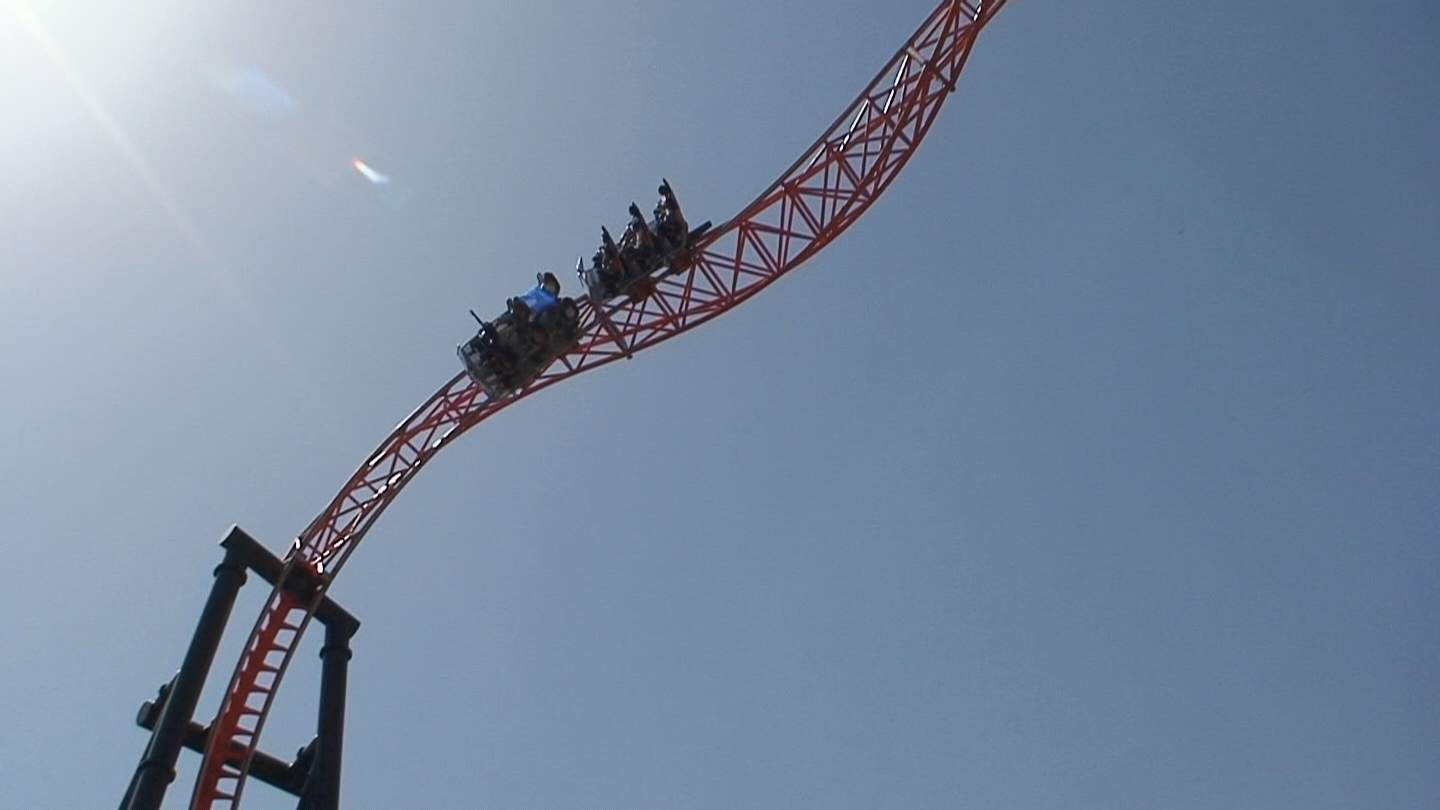
Begin van het parcours, vertrek uit de "SkyLoop"
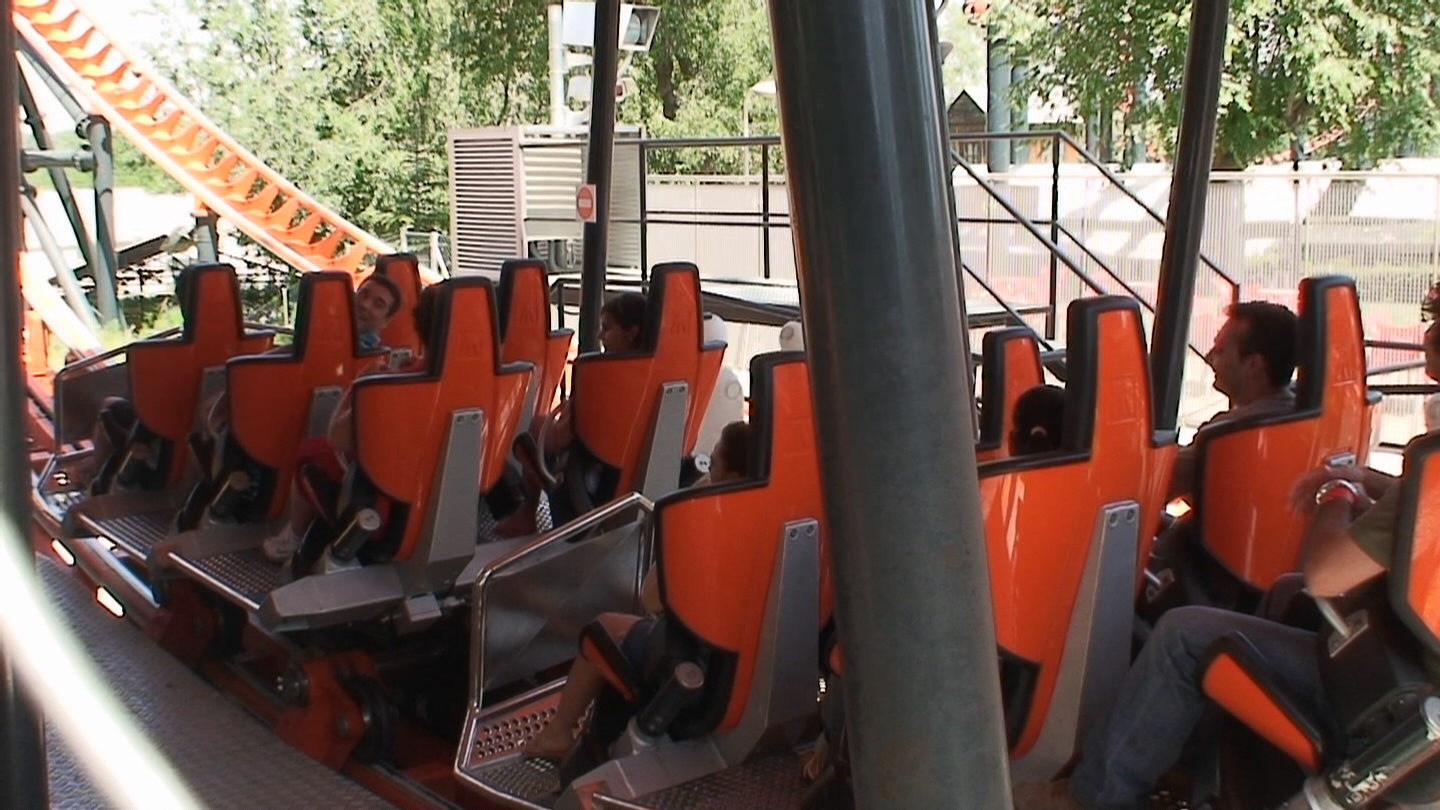
De trein in het station
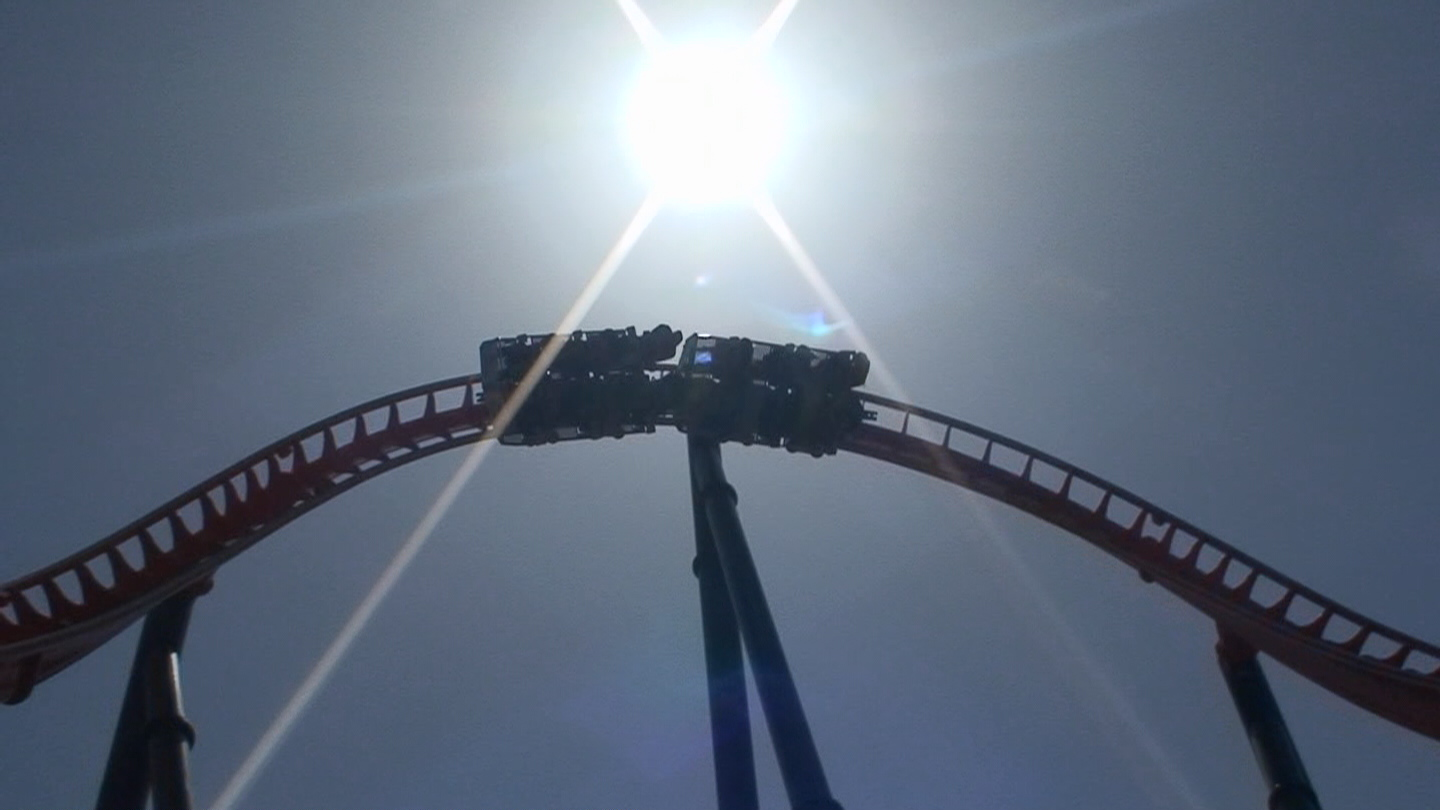
De "Horseshoe"